# Équipe d'Espagne masculine espoir de kayak-polo
L'équipe d'Espagne espoir de kayak-polo est l'équipe masculine espoir qui représente l'Espagne dans les compétitions majeures de kayak-polo.
Elle est constituée par une sélection des meilleurs joueurs espagnols âgés de moins de 21 ans.

## Joueurs actuels
Sélection pour les Championnats d'Europe de kayak-polo 2007
| Numéro | Nom                       | Club | Date de naissance |
| ------ | ------------------------- | ---- | ----------------- |
| ?      | Miguel Duran              |      |                   |
| ?      | Francisco Eguizabal       |      |                   |
| ?      | Daniel Gonzales           |      |                   |
| ?      | Alejandro Gordo           |      |                   |
| ?      | Angel Gordo               |      |                   |
| ?      | David Hildalgo            |      |                   |
| ?      | Juan Ramon Ortigueira     |      |                   |
| ?      | Cesar Palomino            |      |                   |
| ?      | Carlos Rivero (capitaine) |      |                   |